# E.M.D.
E.M.D.는 스웨덴의 보이 밴드이다.